# Brouwerij De Twee Hoefijzers
Brouwerij De Twee Hoefijzers ook wel Brouwerij Cool of Brouwerij Wauters is een voormalige brouwerij gelegen in de Hoogstraat 2 te Hamme en was actief van 1865 (stokerij) en van 1885 (brouwerij) tot de 1976. De gebrouwen zijn momenteel opgenomen in de inventaris van onroerend erfgoed. 

## Geschiedenis
Rond 1885 werd brouwerij Wauters opgericht. Vanaf 1910 was de leiding van de brouwerij in handen van Emmanuel Cool en Henri Wauters. Zij veranderde de naam naar "Brasserie des Deux Fers à Cheval". Later werd dit vertaald naar "De Twee Hoefijzers". De brouwerij bleef in handen van de familie Cool en bleef actief tot 1976 met Jean Cool als brouwer. 

## Gebouwen
De brouwerswoning dateert van 1850 en is in neoclassicistische stijl. In 1911 werd het gebouw vergroot en verbouwd in 1936 in neorococostijl door architect Louis Van Wiele uit Hamme.
Het dubbelhuis vbestaat uit twee bouwlagen met een zadeldak met een centraal fronton waarin een monumentale voordeur zit. Op het balkon boven de inkom kan men 2 hoefijzers zien als verwijzing naar de naam. 
Tegen de achter linkergevel is het administratief gedeelte van de brouwerij aangebouwd. Het is een torenachtig gebouw eveneens uit 1911. De aansluitende bedrijfsgebouwen aan de straatkant zijn verdwenen. 

## Bieren[1]
- Bock
- Cool Pils
- Dubbel Blond
- Export
- Extra Stout
- Ham Ster
- Munster
- Pale-Ale
- Stout
- Stout Hygiénique
- Top-Ale